# Saint-Maixme-Hauterive
 Saint-Maixme-Hauterive  es una población y comuna francesa, en la región de  Centro, departamento de Eure y Loir, en el distrito de Dreux y cantón de Châteauneuf-en-Thymerais.

## Demografía
| 307 | 234 | 243 | 265 | 316 | 349 |
| Para los censos de 1962 a 1999 la población legal corresponde a la población sin duplicidades (Fuente: INSEE [Consultar]) |     |     |     |     |     |